# 常磐津林中
常磐津 林中（ときわづ りんちゅう）は、常磐津節の太夫の名跡。

## 初代
（天保13年12月28日（1843年1月28日） - 明治39年（1906年）5月6日）本名は山蔭忠助。
江戸芝桜田久保町の盛岡藩士石川清蔵の子として生まれ、同じ町内に住む山蔭定五郎に引き取られ育てられる。幼少から浄瑠璃に親しみ、1853年に常磐津和戸太夫に入門し小和登太夫を名乗る。家元の2代目常磐津豊後大掾（4代目常磐津文字太夫）の元で精進。師匠没後は初代常磐津松尾太夫門下となり、1862年に2代目常磐津松尾太夫を襲名。1879年7月に家元の養子になり7代目常磐津小文字太夫を襲名。1886年に家元と別ち常磐津林中と改名。一時宮古路国太夫半中と改名し岸澤仲助と地方巡業に出るがうまくいかず、盛岡で芸者に浄瑠璃を教えながら悠々自適の生活を営む。1896年に9代目市川團十郎、5代目尾上菊五郎らが「積恋雪関扉（通称関の扉）」の上演の際に請われて上京し再度、常磐津林中を名乗る。
SPレコードが登場すると積極的に吹き込み多くの録音を残している。

## 2代目
（明治11年（1878年） - 大正8年（1919年）4月26日）本名は石田清太郎。
初代および2代目常磐津松壽齋の門弟。最初は三味線方で後太夫になる。常磐津芝喜作、常磐津文字八を経て2代目林中を襲名。

## 3代目
（明治27年（1894年）10月1日 - 昭和47年（1972年）9月4日）本名は石田信一。
2代目林中の甥。2代目同様最初は三味線方で後太夫になる。1910年に3代目常磐津文字八を名乗る。後に3代目林中を襲名。